# Tidarren argo
Tidarren argo es una especie de araña araneomorfa del género Tidarren, familia Theridiidae. Fue descrita científicamente por Knoflach & van Harten en 2001.
Habita en Yemen y Chad.